# Canal Bajo del Alberche
Construido durante el régimen de Francisco Franco, el Canal Bajo del Alberche parte del embalse de Cazalegas, cruzando la parte norte de Talavera de la Reina hasta llegar a Calera y Chozas. Este canal riega las tierras situadas en toda esa franja. 
En su momento fue muy importante el desarrollo del cultivo de tabaco, maíz, algodón y otros productos hortícolas. Actualmente sirve de riego para otro tipo de cultivos, como plantas forrajeras.
Junto al canal se fundaron las localidades de Alberche del Caudillo y Talavera la Nueva.
El canal está administrado por la Confederación Hidrográfica del Tajo y la Mancomunidad de Regantes, con sede en Talavera de la Reina.
- Datos: Q6402561